# Jelna, Bistrița-Năsăud
Jelna, mai demult Jălna (în dialectul săsesc Sänderf, Zändref, Zändraf, în germană Senndorf, Sellendorf, în maghiară Kiszsolna, Zsolna) este un sat în comuna Budacu de Jos din județul Bistrița-Năsăud, Transilvania, România.

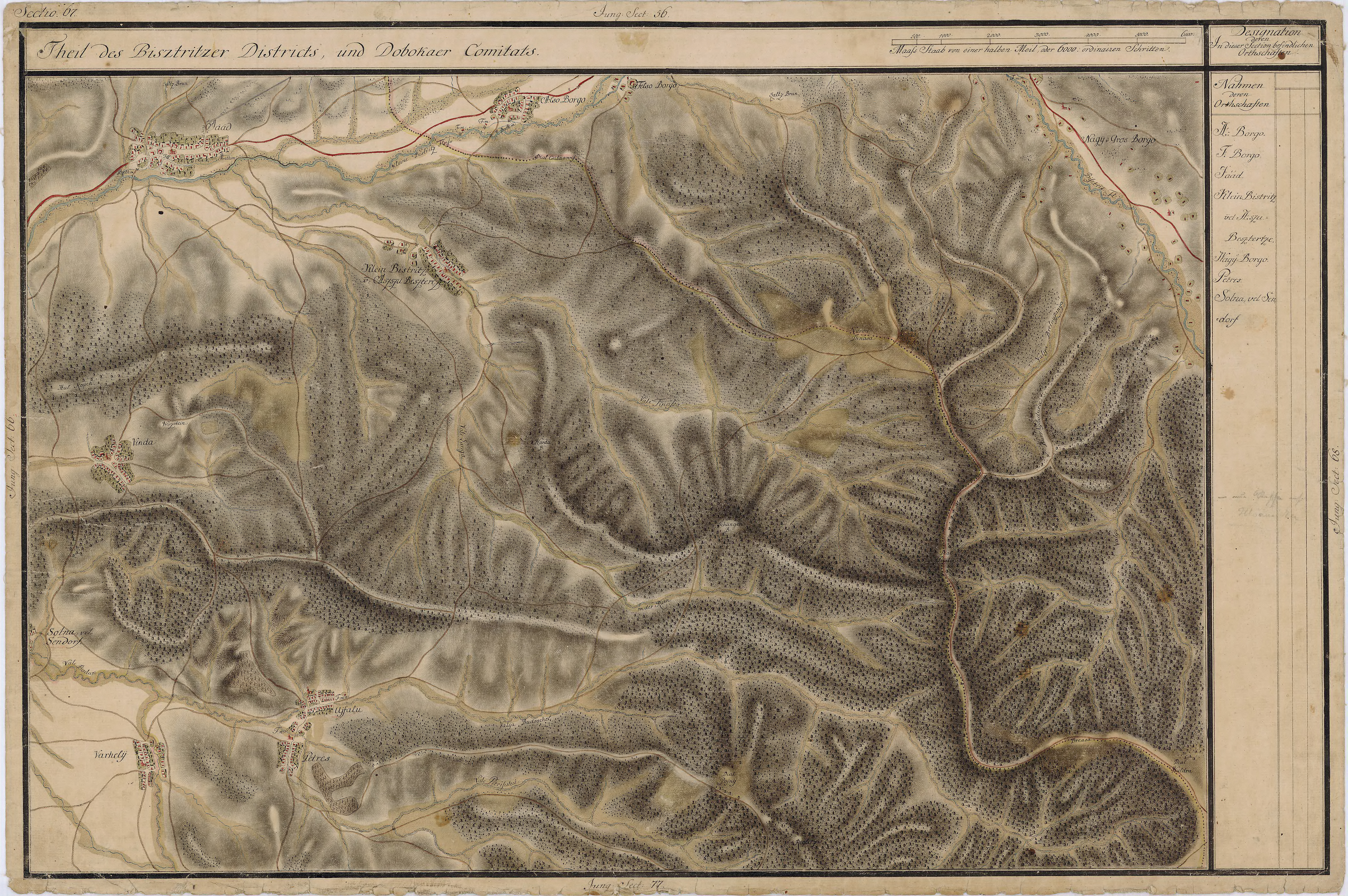
Jelna pe Harta Iosefină a Transilvaniei, 1769-1773

## Date geologice
Pe teritoriul satului Jelna există izvoare sărate.

## Monumente
- Biserica evanghelică din Jelna

## Imagini

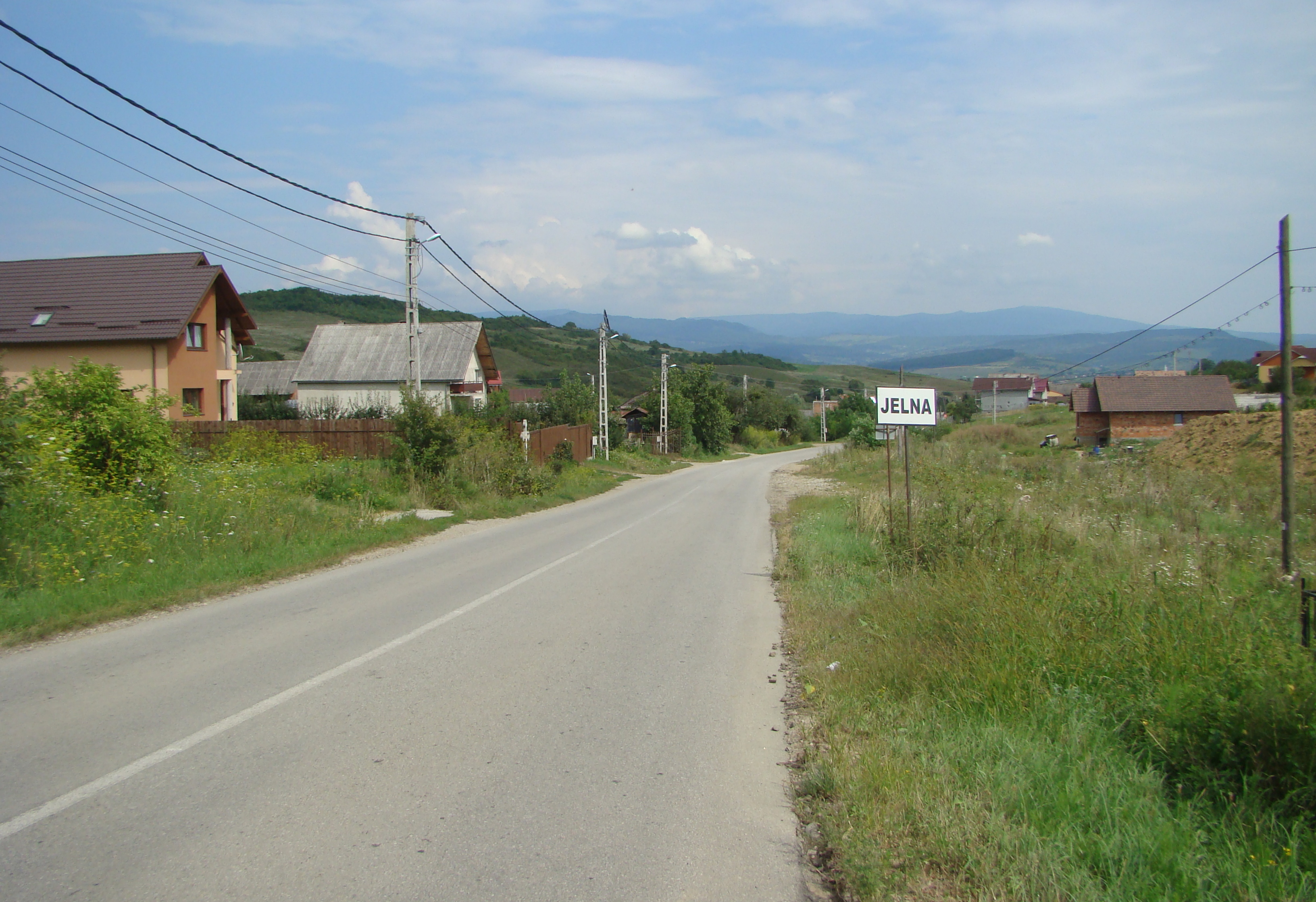
Intrarea în localitate
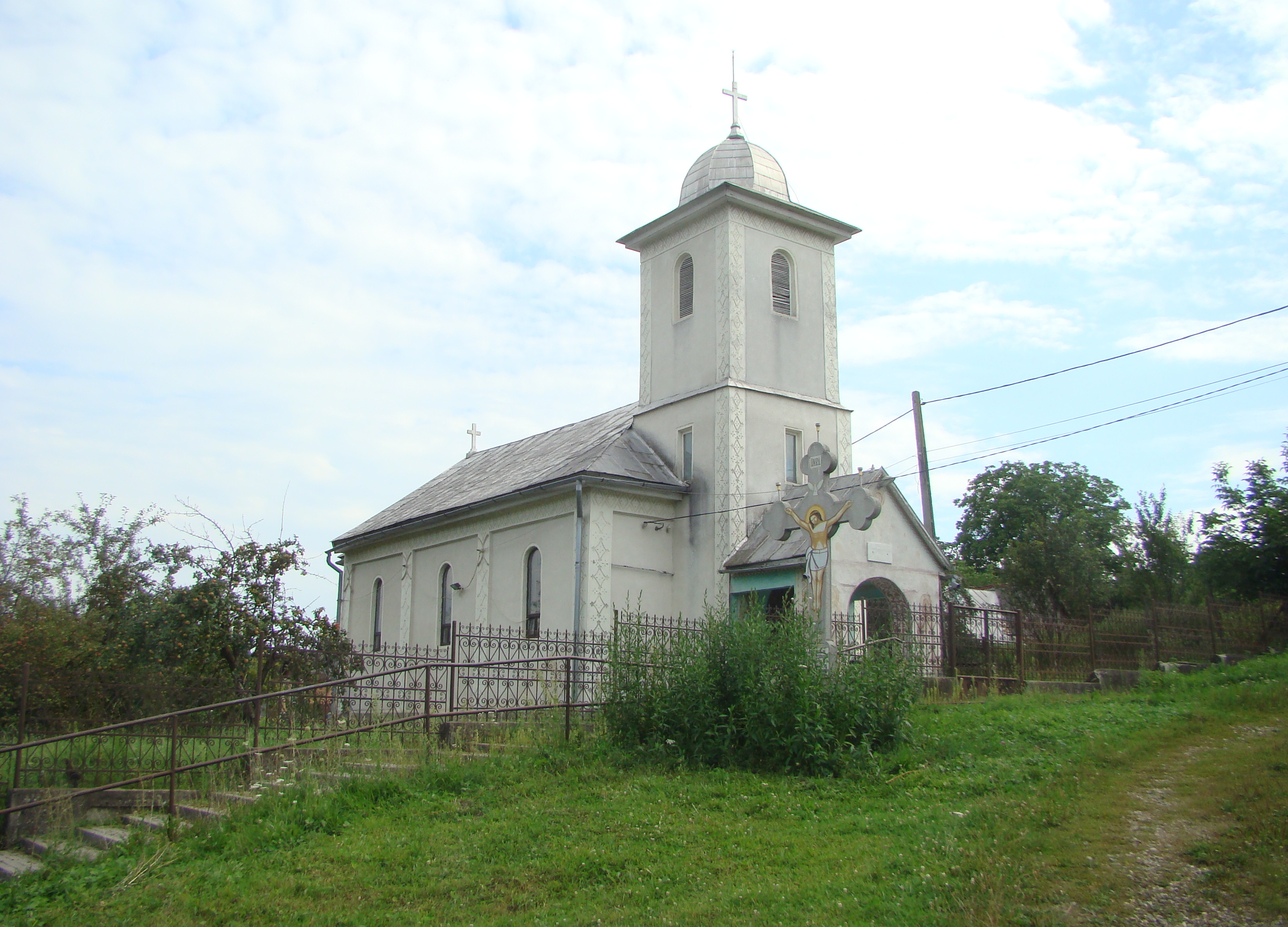
Biserica ortodoxă veche (1926)
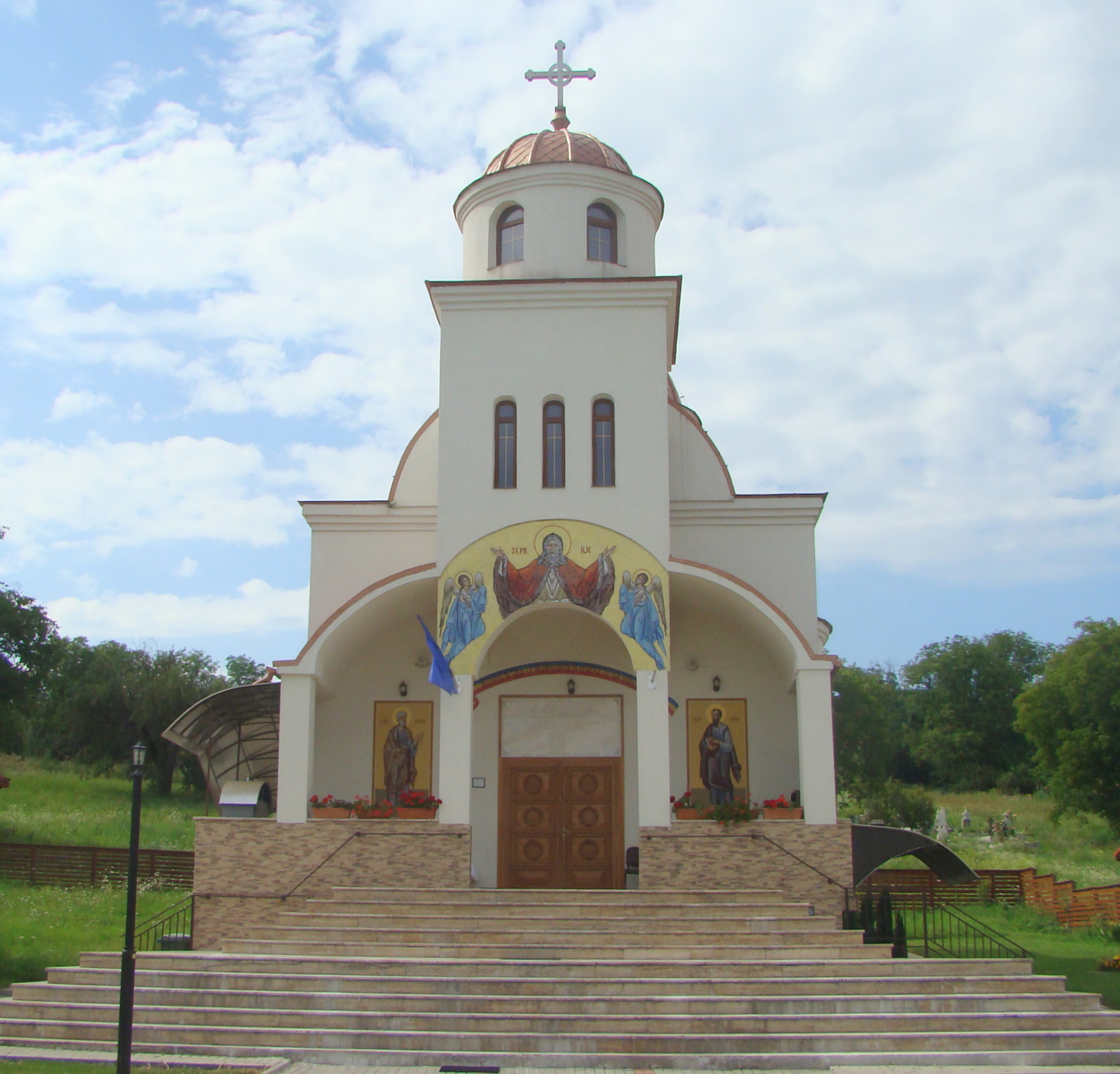
Biserica ortodoxă nouă cu hramul „Sfântul Prooroc Ilie Tesviteanul”
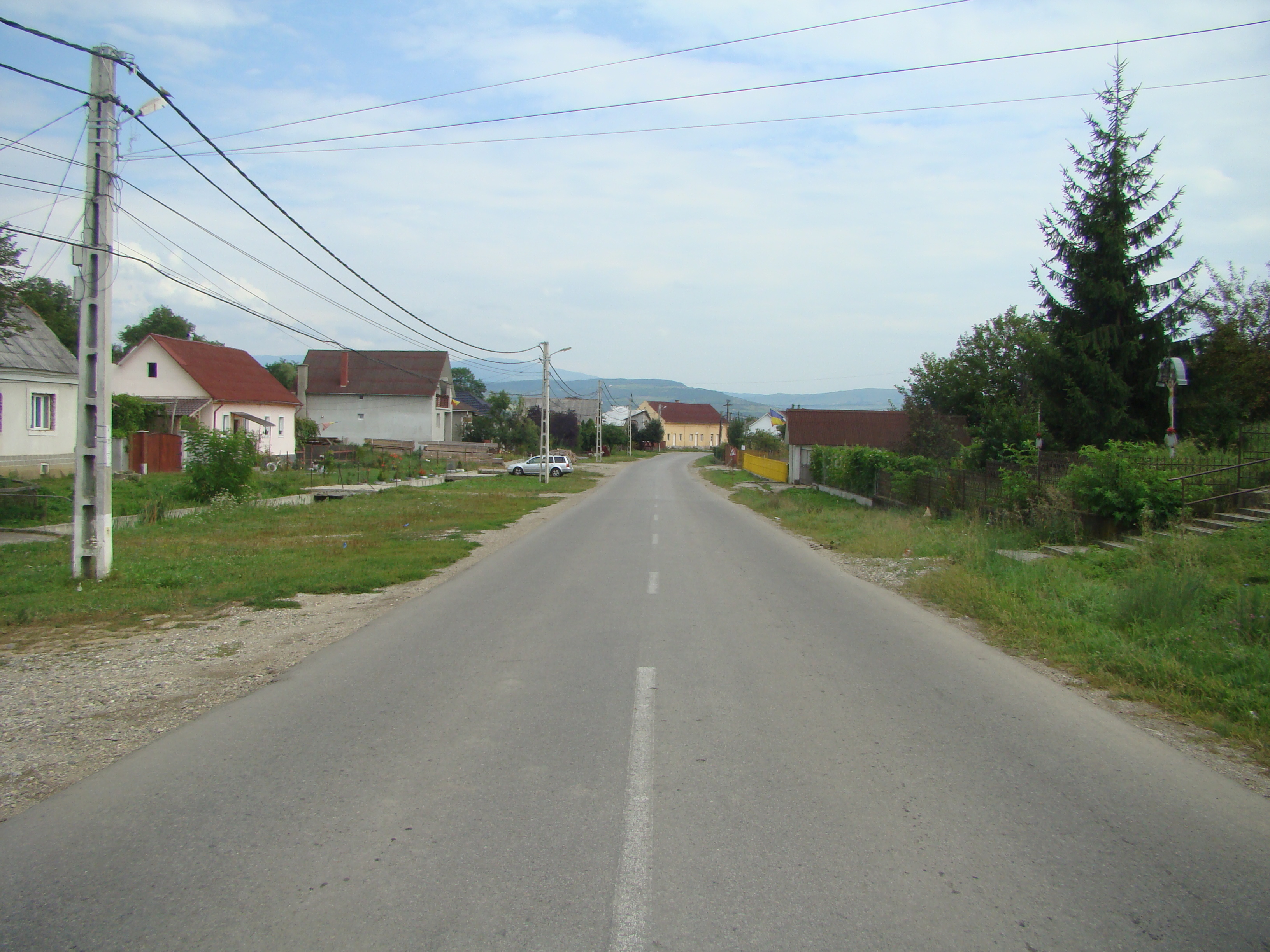
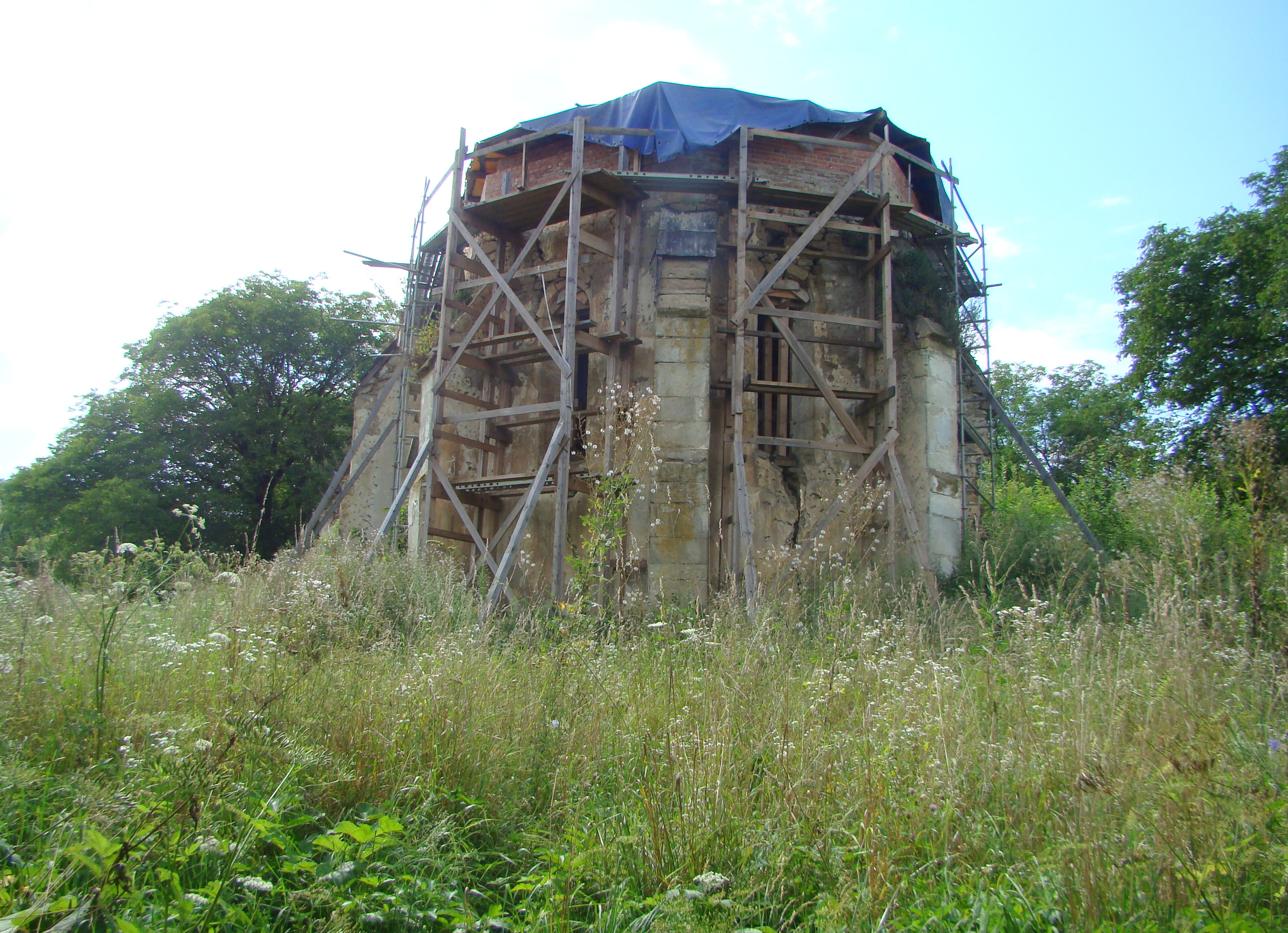
Ruinele bisericii evanghelice (monument istoric)
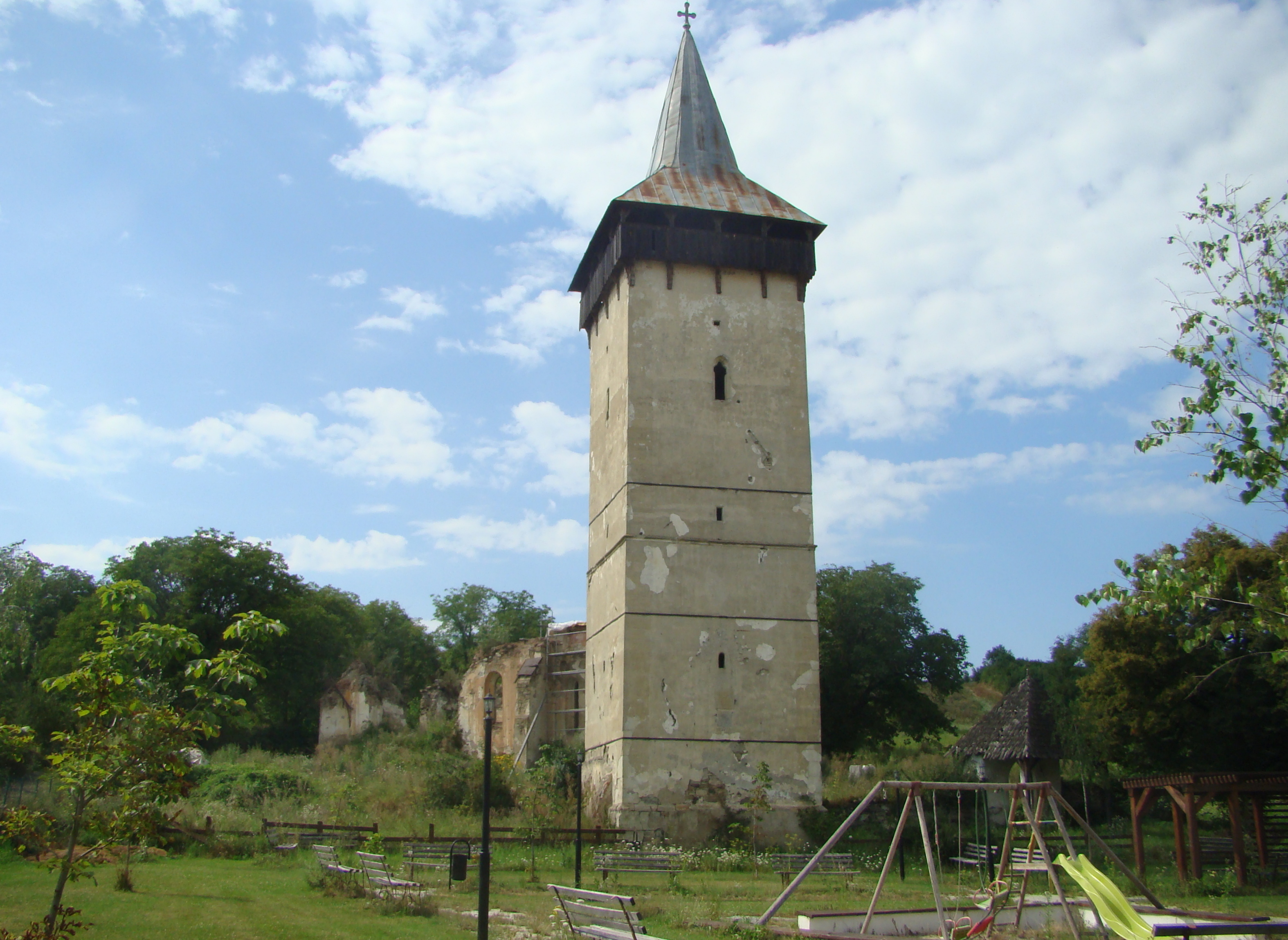
Turnul bisericii evanghelice (monument istoric)